# Die drei ??? – Das verfluchte Schloss
Die drei ??? – Das verfluchte Schloss ist ein deutscher Kriminalfilm aus dem Jahr 2009 und der zweite Teil einer geplanten Die drei ???-Trilogie. Der Film basiert in freier Adaption auf dem 1968 auf Deutsch erschienenen Band der Jugendbuchreihe Die drei ??? …und das Gespensterschloss von Robert Arthur (im Original: The Secret of Terror Castle, 1964). Der erste Teil, Die drei ??? – Das Geheimnis der Geisterinsel erschien im Jahr 2007.

## Handlung
An Justus’ Geburtstag in Rocky Beach fällt den „drei Fragezeichen“, Justus Jonas, Peter Shaw und Bob Andrews, ein mysteriöses Videoband in die Hände. Die beiden Freunde hatten mit Onkel und Tante für Justus eine Geburtstagsfeier vorbereitet, doch zur gleichen Zeit stöbert ein Dieb in den alten Sachen von Justus’ verstorbenen Eltern. Das beschädigte „Tape“ muss er aber zurücklassen, darauf sind bruchstückhaft Justus’ Vater und Mutter zu sehen, die Hinweise auf ein ungelöstes Rätsel geben. Die drei ??? verfolgen die Spuren bis zum düsteren Anwesen des ebenfalls verstorbenen seltsamen Erfinders Stephen Terill. Dieses liegt in einem Waldgebiet im Norden Kaliforniens, doch die Fahrt dorthin lässt sich leicht bewerkstelligen, da Justus einen Preis gewonnen hat: er kann einige Wochen über einen Rolls-Royce samt Morton, dem Chauffeur, verfügen.
Vor Ort erleben sie aber einen unfreundlichen Empfang durch Sheriff Hanson, der sie von dem privaten Grund und Boden vertreibt. Dazu soll noch ein Fluch diejenigen heimsuchen, die es wagen, das Schloss zu betreten. Obwohl Justus, Peter und Bob mit allen Wassern gewaschen sind, müssen sie ihren ganzen Mut zusammennehmen, bevor sie das gespenstische Gemäuer betreten. Schnell ist klar, dass es dort nicht mit rechten Dingen zugeht. Doch damit nicht genug: Der verbissene Sheriff Hanson hat es auf die Jungs abgesehen. Und seine übersinnlich veranlagte Tochter Caroline wirft ausgerechnet auf Bob ein Auge und sieht in ihm einen Seelenverwandten aus grauer Vorzeit.

## Hintergründe
Studio Hamburg erwarb 2002 von den Erben Robert Arthurs, des Erfinders der drei ???, die weltweiten Verfilmungsrechte. Unter der Leitung des Studenten-Oscar-prämierten Regisseurs Florian Baxmeyer sind auch die deutschen Schauspieler Axel Milberg und Julia Bremermann unter den Darstellern. Die zweite von insgesamt drei geplanten Drei ???-Verfilmungen wurde 2008 in Deutschland und Südafrika produziert. Der Film erreichte mit 587.000 Zuschauern Platz 62 der deutschen Kinocharts 2009.

## Synchronsprecher
| Rolle           | Darsteller              | deutscher Sprecher    |
| --------------- | ----------------------- | --------------------- |
| Justus Jonas    | Aaron Chancellor Miller | Jannik Schümann       |
| Peter Shaw      | Nick Price              | Yoshij Grimm          |
| Bob Andrews     | Cameron Monaghan        | David Wittmann        |
| Caroline Hanson | Annette Kemp            | Anna Gerber           |
| Victor Hugenay  | James Faulkner          | Bodo Wolf             |
| Morton          | Ron Smerczak            | Andreas von der Meden |
| Sheriff Hanson  | Jonathan Pienaar        | Erich Räuker          |
| Justus’ Vater   | Axel Milberg            | Axel Milberg          |
| Justus’ Mutter  | Julia Bremermann        | Julia Bremermann      |

## Kritiken
„Dank einer Extraportion Humor ist ‚Die drei ??? – Das verfluchte Schloss‘ eine klare Steigerung gegenüber dem Vorgänger. Doch genau wie ‚Das Geheimnis der Geisterinsel‘ richtet sich auch der zweite Teil an ein jüngeres Zielpublikum als die kultige Hörspielreihe.“

„Der wohl kniffligste Fall der drei wiefen Privatschnüffler Justus, Peter und Bob gerät einmal mehr zur gruseligen Denksportaufgabe für kleine Krimifans, wobei der Humor den Gänsehaut-Horror augenzwinkernd dominiert. Und ein aufblasbares Rettungsinselzelt hätte 007 wohl auch manchmal gern!“

„Ein bisschen Slapstick, ein bisschen Witz und nie zu viel Grusel sollten aus den ??? einen nett-vergnüglichen Familienfilm machen. Für eine ganz junge Zielgruppe ist das auch gelungen. Alle Älteren, die zum Begleiten des Nachwuchses oder zum Wiedertreffen ihrer Kindheitshelden ins Kino pilgern, werden sich aber an den aufgesetzten Dialogen, der an den Haaren herbeigezogenen Geschichte, die nur noch selten an die Originale erinnert, und an der voraussehbaren Entwicklung der plakativen Figuren stoßen.“

Das Lexikon des internationalen Films fand, dass „die Zeichnung der Charaktere wie auch die Inszenierung selbst lieblos und unausgereift wirken.“

## Auszeichnungen
Die Filmbewertungsstelle Wiesbaden vergab dem Film das Prädikat wertvoll.